# Jabs
Jabs är en sjö i Antarktis. Den ligger i Östantarktis. Australien gör anspråk på området. Jabs ligger 29 meter över havet. Den sträcker sig 1,1 kilometer i nord-sydlig riktning, och 0,3 kilometer i öst-västlig riktning.